# Tesis de Prebisch-Singer
Se denomina tesis de Prébisch-Singer a la tendencia, en el largo plazo, al deterioro de los términos de intercambio en beneficio de los países más poderosos e industrializados y en perjuicio de los países más débiles y productores de materias primas. Estudios estadísticos recientes han dado soporte a esta idea.

## Historia
Varios economistas señalaron el fenómeno del deterioro de los términos de intercambio de los países poco industrializados. El primero en analizarlo con métodos estadísticos fue el economista alemán, exiliado y nacionalizado en el Reino Unido, Hans Singer. En un trabajo hecho para la Subcomisión de Desarrollo Económico de la Organización de las Naciones Unidas, Post-war relations between under-developed and industrialized countries, Singer mostró que durante el medio siglo previo al comienzo de la Segunda Guerra Mundial los precios relativos de las materias primas o commodities habían disminuido constantemente respecto de los de las manufacturas. Singer señaló también, lo que le valió duras críticas de los economistas ortodoxos, el dilema ético que planteaba esta creciente transferencia de recursos de los países más pobres hacia los más ricos.
Raúl Prébisch, primer secretario ejecutivo de la entonces recientemente creada Comisión Económica para América Latina (CEPAL), usó el trabajo de Singer en el informe Economic Survey of Latin America (más conocido como Manifiesto de La Habana) presentado en la 2ª sesión del organismo realizada en La Habana (Cuba) del 26 de mayo al 4 de junio de 1950. Las 50 páginas del Manifiesto identificaron claramente un importante factor del subdesarrollo latinoamericano: su subordinación a las reglas del mercado establecidas por las grandes potencias, los países más industrializados. Centrado en las variaciones de precios de las exportaciones e importaciones y su efecto en la balanza de pagos, el informe causó conmoción en los círculos económicos académicos y dio notoriedad al concepto de deterioro de los términos de intercambio. 
Algunos economistas denominan Tesis de Prébisch-Singer a la hipótesis de que los términos del intercambio tienden siempre a disminuir la rentabilidad de las exportaciones primarias con respecto a las importaciones industriales. No fue esa la formulación hecha por Prébisch y por Singer. Este último, en The Terms of Trade Fifty Years Later - Convergence and Divergence señala que el concepto ya forma parte de las políticas económicas bien establecidas:
Un indicio de esto es que la Tesis de Prébisch-Singer (TPS) está ahora incorporada, explícita e implícitamente, en las recomendaciones hechas a los países en desarrollo por los Acuerdos de Bretton Woods. Se les advierte que deben ser prudentes aún cuando los precios de sus exportaciones sean temporariamente favorables. Que deben tomar recaudos contra la sobrevaluación de sus monedas, el Mal Holandés, el impacto negativo sobre el resto de las actividades económicas y los peligros de inestabilidad macroeconómica provocados por el auge súbito de un sector productivo importante. Se les advierte que deben tener en cuenta que la prospectiva a largo plazo de los precios de las commodities no es favorable, que "los vientos de cola" no durarán para siempre y que los vientos en contra serán más prolongados que aquellos. Éste es el aviso que la TPS puede dar.